# Giacciano con Baruchella
Giacciano con Baruchella är en kommun i provinsen Rovigo i regionen Veneto i Italien. Kommunen hade 2 093 invånare (2018).